# 齋藤芳生
齋藤 芳生（さいとう よしき、女性、1977年2月20日 - ）は歌人。本名、齋藤周子（さいとう ちかこ）。

## 経歴
福島県福島市出身。玉川大学文学部教育学科卒業。1999年、歌誌「かりん」入会。2007年、作品「桃花水を待つ」50首で第53回角川短歌賞受賞。2008年、作品「蝶を飼う人」30首でかりん賞受賞。2010年、日本語教師として渡ったアブダビでの生活やふるさと・福島を通して自己を詠んだ第一歌集『桃花水を待つ』を刊行、第17回日本歌人クラブ新人賞を受賞する。第三歌集『花の渦』で第7回佐藤佐太郎短歌賞受賞。

## 著書
- 第一歌集『桃花水を待つ』　角川書店、2010年 ISBN 9784046523334
- 第二歌集『湖水の南』　本阿弥書店、2014年 ISBN 9784776811107
- 第三歌集『花の渦』　現代短歌社、2019年 ISBN 9784865343076